# Carl Mertel
Georg Carl Mertel (* 1. Februar 1809 in Kirchehrenbach; † 6. Januar 1873 in Kronach) war ein deutscher Jurist und Politiker.

## Leben
Mertel war katholischer Konfession und studierte von 1830 bis 1833 Rechts- und Kameralwissenschaften an den Universitäten Würzburg und Erlangen. Ab 1833 war er Rechtspraktikant und dann Akzessist. Ab 21. November 1837 war er rechtskundiger Magistratsrat in Kronach und vom 15. Dezember 1854 bis zu seinem Tod am 6. Januar 1873 rechtskundiger Bürgermeister der Stadt. Dort war er ab 1844 auch Katholischer Kirchenvorstand, zeitweise auch Vorsitzender.
Am 28. Dezember 1848 wurde Mertel für den ursprünglich gewählten Kandidaten Wilhelm Joseph Behr, der seinem Amt krankheitsbedingt nicht nachkommen konnte, nachträglich zum Abgeordneten in der Frankfurter Nationalversammlung gewählt. Dort vertrat er vom 1. Februar 1849 bis zum 30. Mai 1849 den Wahlkreis 5. Oberfranken (Kronach). Im Parlament blieb er fraktionslos und stimmte mit dem Linken Zentrum. Er gehörte zu den Abgeordneten, die gegen die Wahl Friedrich Wilhelms IV. zum Kaiser der Deutschen stimmten.
In seiner Funktion als Bürgermeister der Stadt Kronach befasste sich Mertel vor allem mit dem Anschluss der Stadt an das Eisenbahnnetz, dem Ausbau des Bildungswesens und der Einrichtung eines Bezirksgerichts in Kronach.
Seine handschriftliche Chronik der Stadt Kronach wurde 2015 durch den Verein 1000 Jahre Kronach e.V. veröffentlicht.